# Castlegar
Castlegar è una città della Columbia Britannica, in Canada, nel distretto regionale di Central Kootenay.